# Erik Holmberg (astronome)
Pour les articles homonymes, voir Erik Holmberg et Holmberg.
Erik Holmberg, né le 13 novembre 1908 à Skillingaryd (Suède) et mort le 1er février 2000 à Göteborg (Suède), est un astronome et cosmologiste suédois. Il est surtout connu pour son travail sur les effets des galaxies en interaction. Ces recherches ont montré que les galaxies proches les unes des autres se combineraient probablement pour former une galaxie plus grande.

## Vie privée
Erik Holmberg est né le 13 novembre 1908 à Skillingaryd, en Suède. Il est le fils de Malcolm et Anna Holmberg. En 1947, il épousa Martha Asdahl. Ils eurent une fille nommée Osa, née en 1953. Il est décédé le 1er février 2000 à Göteborg, à l'âge de 91 ans. 

## Travaux scientifiques
En 1941, Holmberg publia les travaux d'une expérience pour étudier les effets de galaxies en interaction. Afin de simuler l'effet, il construisit un réseau de 37 ampoules lumineuses. En utilisant des cellules photoélectriques, il mesura la force simulée de la gravité. Au cours du temps, les galaxies se rapprochèrent. Il conclut entre autres également, dans une expérience ultérieure, que les galaxies elliptiques sont généralement plus vieilles que les galaxies spirales.

## Honneurs
L'astéroïde (3573) Holmberg porte son nom.